# Opaltchentsi

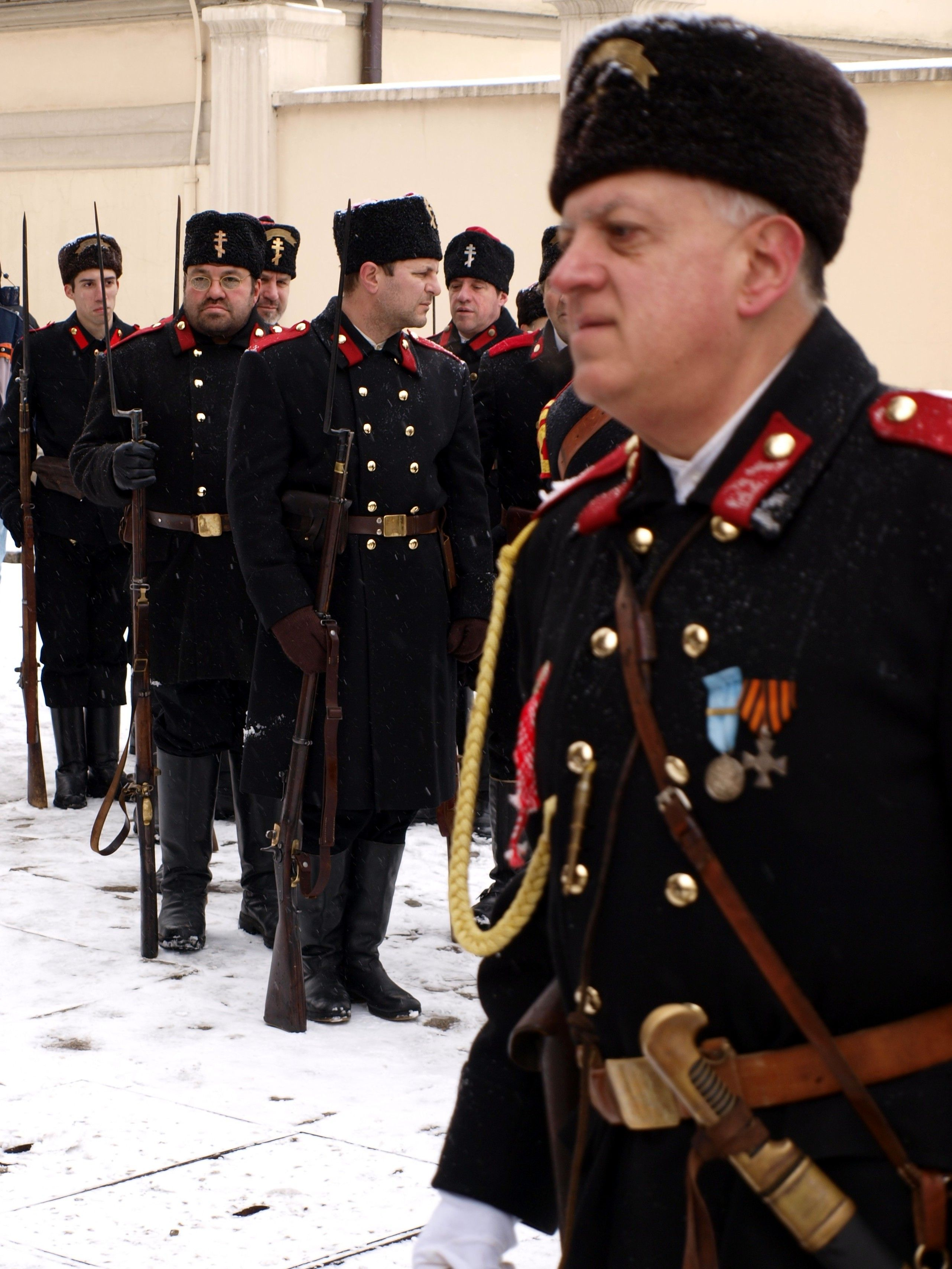
Opaltchentsis pendant le de la libération de la Bulgarie
(reconstitution historique)

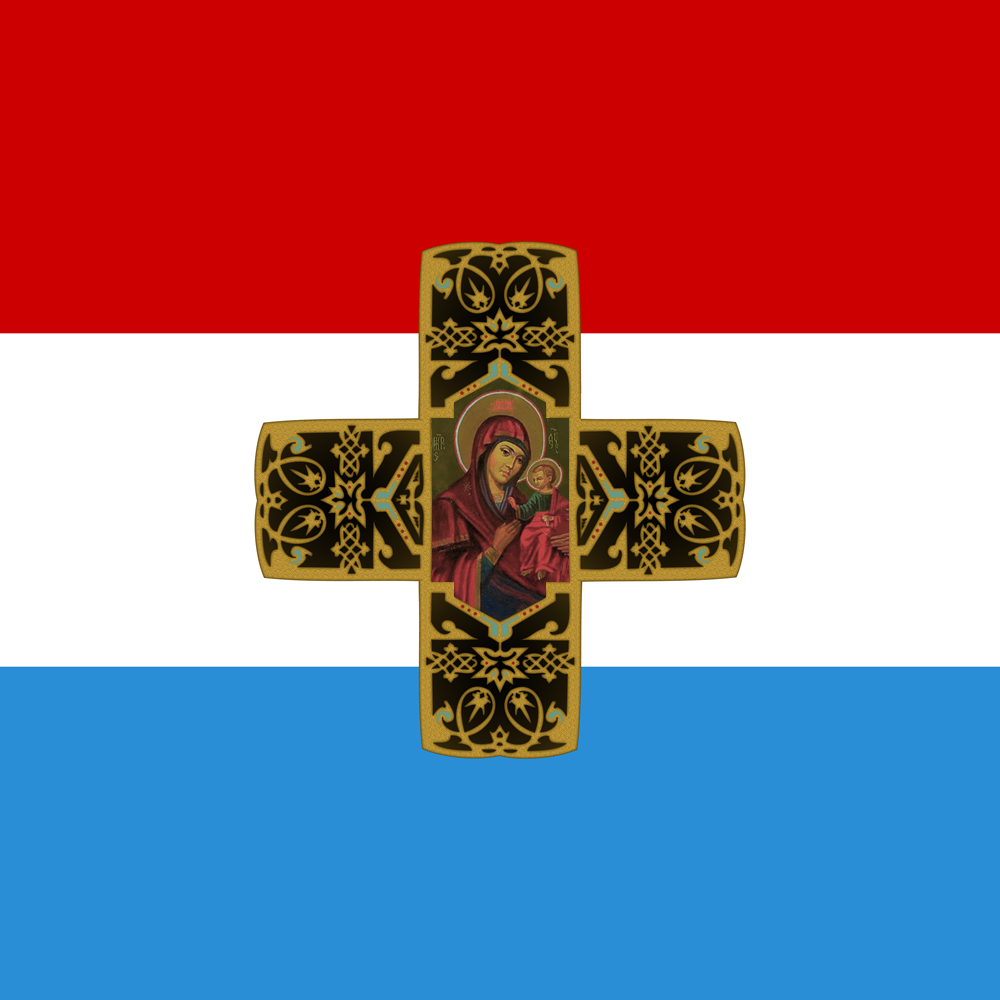
Le drapeau donné aux volontaires bulgares par le peuple de Samara

Les Opaltchentsi (en bulgare Опълченци, translittération scientifique internationale Opǎlčenci - on trouve aussi dans les textes français les translittérations fautives Opoultchentsi,  Opoulchentzi, Opulčenci, ou Opulcenci)  étaient les volontaires bulgares.

## Formation
Ils se réunirent à Samara après l'appel de l'empereur Alexandre II de Russie et combattirent au cours de la guerre russo-turque de 1877-1878 et devaient être jusqu'à 1 500 selon l'estimation du général Rostislav Fadeïev. Ils firent partie du détachement commandé par Iossif Gourko. Ce conflit conduisit au traité de San Stefano. Ils furent aussi impliqués dans le corps de volontaire macédoniens d'Andrinople pendant la Deuxième Guerre balkanique.

## Personnalités
Liste de personnalités s'étant engagés dans le corps :
- Nikolaï Stoletov commandant historique du corps;
- Stefan Toshev qui fut général lors de la Première Guerre mondiale;
- Gueorgui Todorov qui fut général lors de la Première Guerre mondiale;
- Dmitar Blagoev;
- Gueorgui Ivanov, général du génie et enseignant à l'école militaire;
- Ivan Tsonchev, général et chef du Comité suprême de volontaires macédoniens d'Andrinople, dirigeant du soulèvement Gornodzhumayskoto, commandant pendant l'Insurrection d'Ilinden  ;
- Dimitar Petkov.

## Commémoration
- le poème les volontaires de Chipka[1] par Ivan Vazov dans son recueil L'épopée des oubliés;
- le pic Opaltchentsi[2] sur le plateau Vinson en Antarctique, coordonnées 78° 34′ 02″ S, 85° 34′ 53″ O.